# ホール・オブ・ザ・マウンテン・キング
『ホール・オブ・ザ・マウンテン・キング』（Hall of the Mountain King）は、アメリカ合衆国のヘヴィメタル・バンド、サヴァタージが1987年に発表したスタジオ・アルバム。フル・レングスのスタジオ・アルバムとしては4作目に当たる。

## 背景
サヴァタージは、レーベルの意向でコマーシャルな方向性を強いられた前作『ファイト・フォー・ザ・ロック』（1986年）を気に入っておらず、本作でヘヴィなサウンドに回帰した。本作より、バンドと長年の関係を築くこととなるプロデューサーのポール・オニールが参加するようになった。
ポール・オニールの紹介により、ブラック・サバスやバッドランズのメンバーとして知られるレイ・ギランが「ストレンジ・ウィングス」に参加した。「インストゥルメンタルの「プレリュード・トゥ・マッドネス」は、グスターヴ・ホルストの「火星、戦争をもたらす者」（『惑星』より）と、エドヴァルド・グリーグの「山の魔王の宮殿にて」（『ペール・ギュント』より）をモチーフとしている。

## 反響・評価
アメリカのBillboard 200では、サヴァタージのアルバムとしては最高の116位に達した。
Geoff Orensはオールミュージックにおいて「新しく知己を得たプロデューサーのポール・オニールは、グループの運命を変えただけでなく、ほどなくして彼らを新しい方向性へ向かわせた」「猛烈なギター・リフ、度重なるテンポ・チェンジ、それに限界を超えた甲高いボーカルをフィーチャーしており、サヴァタージは前2作のアルバムでポップな輝きを自分達の音楽に取り入れようとしていたが、ここに来て遂に適切な音作りを得た」と評している。

## 収録曲
5. 9.はインストゥルメンタル。
1. 24アワーズ・アゴー - "24 Hours Ago" (Jon Oliva, Criss Oliva, Johnny Lee Middleton, Paul O'Neill) - 4:56
2. ビヨンド・ザ・ドアーズ・オブ・ザ・ダーク - "Beyond the Doors of the Dark" (J. Oliva) - 5:07
3. リージョンズ - "Legions" (J. Oliva, C. Oliva) - 4:57
4. ストレンジ・ウィングス - "Strange Wings" (J. Oliva, C. Oliva, P. O'Neill) - 3:45
5. プレリュード・トゥ・マッドネス - "Prelude to Madness" (C. Oliva, P. O'Neill) - 3:13
6. ホール・オブ・ザ・マウンテン・キング - "Hall of the Mountain King" (J. Oliva, C. Oliva, J. L. Middleton, P. O'Neill, Grieg) - 5:55
7. ザ・プライス・ユー・ペイ - "The Price You Pay" (J. Oliva, C. Oliva, Steve Wacholz) - 3:51
8. ホワイト・ウィッチ - "White Witch" (J. Oliva, C. Oliva) - 3:31
9. ラスト・ドーン - "Last Dawn" (C. Oliva) - 1:15
10. デヴァステーション - "Devastation" (J. Oliva, C. Oliva) - 3:37

## 他メディアでの使用例
「ホール・オブ・ザ・マウンテン・キング」は、コンピュータゲーム『Brütal Legend』（2009年）のサウンドトラックで使用された。

## 参加ミュージシャン
- ジョン・オリヴァ - ボーカル、キーボード、ピアノ
- クリス・オリヴァ - ギター
- ジョニー・リー・ミドルトン - ベース
- スティーヴ・ワコルズ - ドラムス

アディショナル・ミュージシャン
- ボブ・キンケル - キーボード
- レイ・ギラン - バッキング・ボーカル(on #4)